# Rode Vlooteilanden

Ligging van de Rode Vlooteilanden in de archipel Noordland

De Rode Vlooteilanden (Russisch: Острова Краснофлотские, ostrova Krasnoflotskie) is een groep Russische eilanden die deel uitmaakt van de Noordlandeilanden in de Karazee. Bestuurlijk gezien behoren de Rode Vlooteilanden tot het district Tajmyrski in de kraj Krasnojarsk, die vervolgens weer deel uitmaakt van het federaal district Siberië.

## Geografie
Het noordelijkste punt van de Rode Vlooteilanden ligt circa 15 kilometer ten zuiden van Kaap Sverdlov op Oktoberrevolutie en ongeveer 33 kilometer ten westen van Bolsjevik. De eilandengroep is gesitueerd bij de zuidelijke ingang van Straat Sjokalski.
De Rode Vlooteilanden strekken zich uit over circa 18 kilometer en bestaan uit 4 grote en 3 kleine eilanden. Deze eilanden zijn vegetatieloos; wel leeft er langs de kust een grote kolonie walrussen.
De Rode Vlooteilanden zijn van noord naar zuid:
- Naamloos eilandje ten noorden van Bolsjoj
- Bolsjoj (Остров Большой; Russisch voor ‘groot eiland’), 5,1 kilometer lang en 1,4 kilometer breed
- Naamloos eilandje ten zuiden van Bolsjoj
- Sredni (Остров Средний; Russisch voor ‘middelste eiland´), 2,25 kilometer lang en 1,4 kilometer breed
- Ploski (Остров Плоский; Russisch voor ‘plat eiland´), met een lengte van 1,5 kilometer en een breedte van 800 meter. Ploski is ovaal van vorm en heeft een voorgebergte in het noordoosten
- Naamloos eilandje zuidoostelijk van Ploski
- Greben (Остров Гребень), het zuidelijkste eiland met een lengte van 2,2 kilometer en een breedte van 1,1 kilometer. Het hoogste punt van de Rode Vlooteilanden ligt op Greben (39 meter boven zeeniveau)

## Geschiedenis
De Rode Vlooteilanden werden ontdekt in augustus 1932 en in kaart gebracht door een expeditie van het Arctisch en Antarctisch Onderzoeksinstituut op de ijsbreker "V. Roesanov". Aan de oostkant van Bolsjoj is sinds 1953 een poolstation in bedrijf.

## Nabijgelegen eilanden
- Korga (остров Корга), 4 kilometer noordwaarts
- Opasnye (острова Опасные), zuidoostelijk van de Rode Vlooteilanden